# کین ونسان
کین ونسان (انگلیسی: Kayne Vincent؛ زادهٔ ۲۹ اکتبر ۱۹۸۸) یک بازیکن فوتبال اهل نیوزیلند است. وی همچنین در تیم ملی فوتبال نیوزیلند بازی کرده‌است.